# Le Litre de lait

Le Litre de lait est un court métrage de 13 minutes réalisé par Luc Moullet en 2006.

## Synopsis
Gilles, 16 ans, doit aller acheter du lait chez la femme de l'amant de sa mère.

### À propos du scénario
Le film est autobiographique, et l'histoire du personnage de Gilles n'est autre que celle du réalisateur lui-même. Celui-ci a d'ailleurs attendu la disparition de sa mère avant de porter à l'écran son histoire.

## Fiche technique
- Réalisation : Luc Moullet, Arlette Buvat
- Image : Pierre Stoeber, Alexandra Sabathe
- Son: Julien Cloquet, Nicolas Paturle
- Montage: Anthony "MoFo" Verpoort
- Musique : Patrice Moullet
- Mixage: Julien Cloquet
- Production : Les Films d'ici
- Langue : français
- Durée : 13 minutes
- Format : couleur

## Distribution
- Lucas Harari : Gilles
- Claire Bouanich : Anne, la sœur
- Iliana Lolitch : La mère
- Pierre Barachant : L'amant
- Geneviève Chabert : La femme de l'amant